# Saint-Thurin
Saint-Thurin est une ancienne commune française située dans le département de la Loire en région Auvergne-Rhône-Alpes. Depuis le 1er janvier 2019, elle est une commune déléguée de Vêtre-sur-Anzon.

## Géographie
Saint-Thurin fait partie du Forez.

## Histoire
Par arrêté préfectoral du 23 octobre 2018, à compter du 1er janvier 2019, Saint Thurin fusionne avec Saint-Julien-la-Vêtre pour créer la commune nouvelle de Vêtre-sur-Anzon.

## Politique et administration
| Période                                  | Période  | Identité         | Étiquette | Qualité |
| ---------------------------------------- | -------- | ---------------- | --------- | ------- |
| Les données manquantes sont à compléter. |          |                  |           |         |
| janvier 2019                             | En cours | Christian Patard |           |         |

| Période                                  | Période       | Identité         | Étiquette | Qualité |
| ---------------------------------------- | ------------- | ---------------- | --------- | ------- |
| Les données manquantes sont à compléter. |               |                  |           |         |
| mars 2008                                | décembre 2018 | Christian Patard |           |         |

Saint-Thurin faisait partie de la communauté de communes des Montagnes du Haut Forez de 1996 à 2016 puis a intégré Loire Forez Agglomération.

## Démographie
L'évolution du nombre d'habitants est connue à travers les recensements de la population effectués dans la commune depuis 1793. Pour les communes de moins de 10 000 habitants, une enquête de recensement portant sur toute la population est réalisée tous les cinq ans, les populations de référence des années intermédiaires étant quant à elles estimées par interpolation ou extrapolation. Pour la commune, le premier recensement exhaustif entrant dans le cadre du nouveau dispositif a été réalisé en 2007.

En 2016, la commune comptait 190 habitants, en évolution de −2,06 % par rapport à 2010 (Loire : +1,32 %, France hors Mayotte : +2,11 %).
| 1793 | 1800 | 1806 | 1821 | 1831 | 1836 | 1841 | 1846 | 1851 |
| ---- | ---- | ---- | ---- | ---- | ---- | ---- | ---- | ---- |
| 550  | 435  | 481  | 459  | 551  | 633  | 638  | 676  | 640  |

| 1856 | 1861 | 1866 | 1872 | 1876 | 1881 | 1886 | 1891 | 1896 |
| ---- | ---- | ---- | ---- | ---- | ---- | ---- | ---- | ---- |
| 640  | 631  | 566  | 511  | 839  | 520  | 510  | 521  | 515  |

| 1901 | 1906 | 1911 | 1921 | 1926 | 1931 | 1936 | 1946 | 1954 |
| ---- | ---- | ---- | ---- | ---- | ---- | ---- | ---- | ---- |
| 473  | 502  | 515  | 423  | 387  | 370  | 351  | 345  | 350  |

| 1962 | 1968 | 1975 | 1982 | 1990 | 1999 | 2006 | 2007 | 2012 |
| ---- | ---- | ---- | ---- | ---- | ---- | ---- | ---- | ---- |
| 282  | 291  | 240  | 230  | 189  | 181  | 195  | 197  | 188  |

| 2016 | - | - | - | - | - | - | - | - |
| ---- | - | - | - | - | - | - | - | - |
| 190  | - | - | - | - | - | - | - | - |

## Culture locale et patrimoine

### Lieux et monuments
- Ancienne église du XIe siècle (nef romane toujours visible, transformée en salle des fêtes).
- Église Saint-Thurin de Saint-Thurin, actuelle néogothique du XIXe siècle (1866) décorée de fausses fresques, elle possède une croix des morts en fer forgé de trois mètres pouvant supporter deux cierges.
- Saint-Thurin possède un terrain de camping le long de la rivière l'Anzon.
- Un restaurant, L'Anzon, en face de l'église de Saint-Thurin.
- Un dancing, La Caverne, occupe les bâtiments de l'ancienne gare SNCF. 
Lieux-dits rattachés à la commune :
- la Chaize (ancienne maison de la famille du père La Chaize, confesseur du roi Louis XIV qui a donné son nom au célèbre cimetière parisien) ;
- le Mas ;
- le Mout ;
- Mayen ;
- la Roche ;
- Soulagette ;
- le Perrier.